# Gustave Kemp
Gustave Kemp   (Differdange, 24 de febrer de 1917 - Hayange, 13 d'abril de 1948) fou un futbolista luxemburguès de les dècades de 1930 i 1940.
Fou 21 cops internacional amb la selecció luxemburguesa amb la que participà las Jocs Olímpics d'Estiu de 1936.
Pel que fa a clubs, defensà els colors de AS Differdange i FC Metz.